# Football Is Our Religion
„Football Is Our Religion” – siedemnasty singel szwedzkiego zespołu muzycznego Rednex, który został wydany w 2008 roku.

## Lista utworów
- CD maxi–singel (2008)[1]

1. „Football Is Our Religion” (Single Mix) – 3:31
2. „Football Is Our Religion” (Extended Mix) – 4:28
3. „Football Is Our Religion” (Alex C. Mix) – 4:13
4. „Thank God I´m a Country Boy” – 2:59

Video „Football Is Our Religion”
- CD maxi–singel (2008)[2]

1. „Football Is Our Religion” (Single Mix) – 3:31
2. „Football Is Our Religion” (Extended Mix) – 4:28
3. „Football Is Our Religion” (Alex C. Mix) – 4:13
4. „Thank God I´m a Country Boy” – 2:59

## Notowania na listach sprzedaży
| Kraj    | Lista (2008)    | Najwyższa pozycja |
| ------- | --------------- | ----------------- |
| Szwecja | Top 60 Singles  | 1                 |
| Niemcy  | Top 100 Singles | 59                |